# اكتظاظ السجون
اكتظاظ السجون، ظاهرة اجتماعية تظهر في النطاق الجنائي عندما تغدو الحاجة للأماكن في السجون أكبر من الطاقة الاستيعابية فيها. لم تكن المسائل المرتبطة بظاهرة اكتظاظ السجون وليدة اللحظة، بل يعود تاريخها لسنوات طويلة. في الولايات المتحدة الأمريكية، وخلال الحرب على المخدرات، تُركت الصلاحية للولايات كلّ على حِدة لتضطلع بحلّ مشكلة اكتظاظ السجون بميزانية مالية محدودة. علاوة على ذلك، يمكن لعدد المساجين في السجون الفيدرالية أن يزداد في حال التزمت الولايات بالسياسات الفيدرالية، مثل الحد الأدنى للعقوبات الإلزامية والتعاقد مع السجون الخاصة. من جهة أخرى، تقدم وزارة العدل الأمريكية مليارات الدولارات سنويًّا لمؤسسات حفظ النظام على مستوى الولايات والمستوى المحلي لضمان التزامها بالسياسات التي وضعتها الحكومة الفيدرالية والمتعلّقة بالسجون في الولايات المتحدة الأمريكية. أثّرت ظاهرة اكتظاظ السجون على بعض الولايات أكثر من غيرها، ولكن بشكل عام، فمخاطر اكتظاظ السجون ملموسة وثمة حلول لهذه المشكلة.

## تاريخ السجون
بدأ نظام السجن في أوروبا في القرن السادس عشر. كان الهدف الأساسي للسجون في ذلك الزمن توقيف المتهمين بشكل مؤقت قبل إجراء المحاكمات. بغض النظر عن الجريمة المرتكَبة، فقد أُودِع جميع المجرمين في الزنازين دون فصلهم عن بعضهم، ولا حتى الأطفال منهم. وقعت العديد من حالات الوفاة ضمن السجون في القرن السادس عشر بسبب نقص العناية بالمساجين، وتفشّي الأمراض على نطاق واسع. لم يتحسّن الوضع سوى مع حلول القرن السابع عشر، مع ظهور سجن برايدويل الذي أُنشِئ بهدف تدريب المساجين وإصلاحهم. وطوال هذا الوقت، راحت السجون تزوّد بعاملين لخلق نظام سجنٍ أكثر كفاءةً وثباتًا. مع دنوّ القرن الثامن عشر، بدأ إجبار المساجين على الأعمال الشاقة والأعمال اليدوية التي استمرّت طوال اليوم. طرح الفيلسوف البريطاني جيرمي بينتام نظرية النفعيّة التي نادت بإرساء معيار أكثر أخلاقية لمعاملة المساجين وإعادة تأهيلهم. تلخصت فكرته في نشر القناعة بأن المساجين قابلون لإعادة التأهيل. أراد بينتام أن يبثّ الفكر الأخلاقي وعملية صنع القرار السليم في حياة المساجين أملًا في إعادة إدماجهم بالمجتمع. في القرن العشرين، ومع حلول الكساد الاقتصادي الكبير في أمريكا، ارتفع منسوب الجريمة بسبب اضطرار الأفراد إلى ارتكاب الجرائم لمجرّد البقاء على قيد الحياة.
رغم أن أرقام الاعتقالات تزايدت بين الأعوام 1920-1970، فقد تضاعف عدد المساجين بشكل هائل نتيجةً للحرب على المخدرات التي أطلقها الرئيس نيكسون، وفرض العقوبات الإلزامية. في نفس الوقت الذي وُضِع فيه قانون نيكسون في حيّز التنفيذ، جرى تطبيق قانون آخر يسمح باتهام الفرد باتهامَين على ارتكاب جريمة خطيرة، وزجّه في السجن مدى الحياة. وبعد تطبيق قانون الجُنَح الثلاث، ارتفعت نسبة الاعتقالات 500% بين الأعوام 1970-1990.

## الولايات المتحدة
وفقًا لتقديرات العام 2018، فقد بلغ عدد المساجين في السجون الأمريكية 2.3 مليون سجينًا. 1.3 مليونًا من هؤلاء المساجين أُودِعوا السجون بموجب قوانين سجون الولاية. يبلغ عدد المساجين في الصين 4 أضعاف عددهم في أمريكا. رغم عدد السجناء الكبير في الولايات المتحدة، تبقى النسبة 103.9% من الطاقة الاستيعابية للسجون، بالمقارنة مع هايتي التي تُعتبر سجونها الأكثر اكتظاظًا بنسبة 454.4% من الطاقة الاستيعابية.
ولاية كولورادو هي واحدة من الولايات التي تعاني من ظاهرة اكتظاظ السجون. وفقًا لشعبة العدالة الجنائية بكولورادو (2019): «من المتوقع ارتفاع عدد المساجين في سجون الولاية بنسبة 20.5% بين السنوات الماليّة 2018 و2025، من عدد السجناء الفعلي في نهاية العام والبالغ 20.136 إلى عدد متوقّع سيبلغ 24.261» (صفحة 5). عادةً ما يُعزى اكتظاظ السجون إلى عودة المساجين المطلق سراحهم إلى ارتكاب الجريمة. وأحد العوامل الأخرى التي تُسهم في ظاهرة اكتظاظ السجون هو السجناء المُطلق سراحهم بشروط والذين يخالفون شروط إطلاق سراحهم. شهدت ولاية كولورادو نسبة ارتفاع بلغت 8% من العام المالي 2017 حتى العام المالي 2018 من السجناء المطلق سراحهم بشروط والذين أُعيد اعتقالهم بسبب مخالفتهم شروط إطلاق سراحهم. «ما الذي يمكن عمله لمواجهة مشكلة اكتظاظ السجون في سجون كولورادو؟ يمكن ذلك عبر تطبيق الأنظمة التقنية، مثل استخدام أساور المراقبة الإلكترونية».